# 부발중학교
부발중학교(夫鉢中學校)는 대한민국 경기도 이천시 부발읍 무촌리에 있는 공립 중학교이다.

## 학교 연혁
- 2002년 3월 1일 : 개교
- 2002년 3월 1일 : 초대 문병천 교장 취임
- 2009년 9월 1일 : 혁신학교 지정(2009.09.01~2013.08.31 4년간)
- 2018년 3월 1일 : 일반학급(9학급) 특수학급(3학급)
- 2022년 3월 1일 : 혁신학교 4차 지정(2022.03.01~2026.02.28)
- 2024년 1월 5일 : 제20회 졸업식(87명, 총 2,010명 졸업)
- 2024년 3월 4일 : 신입생 77명 입학
- 2024년 3월 4일 : 제10대 유백렬 교장 취임

## 참고 자료
- 부발중학교 - 한국교육학술정보원 학교알리미